# Ellis Grey
Ellis Grey es un personaje ficticio de la serie Grey's Anatomy de la ABC interpretado por Kate Burton. Ellis se especializó en cirugía general junto a su compañero Richard Webber. 
Tuvo una hija llamada Meredith Grey con Tatcher. Ella la cuida desde que se enteró de que Ellis tiene alzheimer.

## Historia
Ellis era una cirujana general de renombre que estaba casada con Thatcher Grey y juntos son los padres de Meredith Grey. Pero, además, ella mantenía una relación en secreto con su compañero de trabajo Richard Webber con el cual tuvo una hija llamada Maggie Pierce, que fue dada en adopción en la ciudad de Boston. Tras divorciarse de Thatcher y, luego de que Richard la dejara, ella se fue de Seattle con Meredith a Boston, donde se hizo una cirujana de renombre. Ellis es muy estricta en todo. Finalmente empieza a sufrir alzheimer y fallece mientras su hija se debate entre la vida y la muerte. Mientras están en el limbo, las dos cirujanas se perdonan y Ellis muere.
- Datos: Q3051515